# Serbatoio del Mocó
Il serbatoio del Mocó (in portoghese Reservatório do Mocó o Caixa d'Água de Manaus) è un serbatoio di acqua che si trova a Manaus, Brasile settentrionale nella strada Belém, costruito nel XIX secolo, per la regolare fornitura di acqua per l'intera città di Manaus a quel tempo, rimane in funzione fino ai nostri giorni alimentando alcuni quartieri della città, il monumento appartiene alla società di fornitura di acqua, egli è stato inaugurato nel 1899, il serbatoio è che un monumento di stile rinascimentale protetto da IPHAN (Istituto Nazionale di Patrimonio di Storia e Artistico del Brasile) come patrimonio storico nazionale, composto di ghisa e interni decorati, coperto da una struttura esterna in muratura contenente sette edicole e sette arcate con formati simili in finestre e porte in tutte le loro facciate.